# Обмін знаннями
Обмін знаннями — це діяльність, за допомогою якої відбувається обмін знаннями (а саме інформацією, навичками чи досвідом) між людьми, родинами, спільнотами (наприклад, Вікіпедія) або всередині організацій чи між ними.   Він поєднує індивідуальні та організаційні знання, покращуючи здатність до засвоювання та інновацій, що призводить до стійкої конкурентної переваги як компаній, так і окремих осіб.  Обмін знаннями є частиною процесу управління знаннями . 
Окрім звичного особистого обміну знаннями, соціальні мережі є хорошим інструментом, оскільки вони зручні, ефективні та широко використовуються.  Цінність знання як нематеріального активу для створення та підтримки конкурентних переваг є загально визнаним.  Однак технологія є лише одним із багатьох факторів, які впливають на обмін знаннями в організаціях, таких як організаційна культура, довіра та стимули .  Обмін знаннями є головним викликом у сфері управління знаннями, тому що деякі співробітники схильні опиратися обміну своїми знаннями з рештою організації. 
У цифровому світі веб-сайти та мобільні додатки дозволяють обмінюватися знаннями чи талантами між окремими людьми та/або всередині команд. Люди можуть легко зв’язатися з людьми, які хочуть вчитися та ділитися своїм талантом, щоб отримати винагороду.

## Обмін знаннями як потік або передача
Хоча знання зазвичай розглядаються як об’єкт, Дейв Сноуден стверджує, що доцільніше викладати його як потік і річ.  Знання як потік можна пов’язати з концепцією неявного знання.    Хоча складність обміну знаннями полягає в передачі знань від однієї організації до іншої  , для організацій може виявитися вигідним визнати труднощі передачі знань і відповідно прийняти нові стратегії управління знаннями. 

## Рівні обміну знаннями
Знаннями можна ділитися різними способами та на різних рівнях. Наступна сегментація проливає світло на суть спільного використання.

### Явне знання
Явний обмін знаннями відбувається, коли явні знання стають доступними для спільного використання між всіма учасниками. Явний обмін знаннями може відбутися успішно, якщо відповідають наступним критеріям:
- Артикуляція: надавач знань може описати інформацію. [1]
- Обізнаність: одержувач повинен усвідомлювати наявність знань. [1]
- Доступ: одержувач знань може отримати доступ до надавача знань. [1]
- Вказівка: сукупність знань має бути визначена та розподілена на різні теми чи домени, щоб уникнути перевантаження інформацією та забезпечити легкий доступ до відповідного матеріалу. Менеджерів знань часто вважають ключовими фігурами у створенні ефективної системи обміну знаннями. [1] [15]
- Повнота: цілісний підхід до обміну знаннями у формі як централізовано, так і самостійно керованих знань.

### Неявне знання
Неявний обмін знаннями відбувається через різні типи соціалізації. Неявні знання важко ідентифікувати. Ось декілька факторів, які впливають на обмін неявними знаннями:
- Неформальні мережі, такі як щоденні взаємодії між людьми в певному середовищі (робота, школа, дім тощо). Ці мережі охоплюють ієрархії та функції. [15]
- Надання простору, де люди можуть брати участь у неструктурованих або неконтрольованих дискусіях, таким чином сприяючи неформальним мережам. [15]
- Практики роботи, які заохочують творче вирішення проблем і розвиток соціальних мереж (включаючи неструктуровані, менш структуровані або експериментальні практики). [15]
- Довіра, яка база організаційної культури. Це значиний стимул для співробітників ділитися своїми знаннями. [16]
- Сильна організаційна прихильність і лояльність співробітників до своїх роботодавців підтримує негласний обмін знаннями. [17]

### Вбудовані знання
Вбудований обмін знаннями відбувається, коли знання поширюються через чітко окреслені продукти, процеси, процедури тощо. Ці знання можна поділити різними категоріями, наприклад:
- Планування сценарію та підведення підсумків: надання структурованого простору для створення можливих сценаріїв з подальшим обговоренням того, що сталося, і того, як все могло бути інакше. [18]
- Навчання з менеджменту.
- Передача знань: навмисна інтеграція систем, процесів, процедур тощо для об’єднання та обміну відповідними знаннями.

## Методи
Існує кілька методів, як формальних, так і неформальних, які претендують на можливість обміну знаннями в організаціях. До них належать, але не обмежуються:
- Фахові спільноти : група людей, які мають спільні ремесла або професію; зазвичай має форму міжорганізаційних або міжорганізаційних робочих груп у фізичній, віртуальній або змішаній формах [19]
- Спільноти за інтересами : неофіційні та добровільні збори осіб, які регулярно обговорюють, у багатьох випадках через певний канал обміну [20]
- Робочі групи: групи, орієнтовані на завдання, які можуть включати команди проектів або співробітників з різних відділів, які працюють і обмінюються знаннями разом для досягнення конкретної мети, такої як розробка продукту або виробництво [21]
- Кафе знань: методологія проведення сеансів обміну знаннями з використанням комбінації зібрання великих та невеликих дискусійних груп із 3–5 осіб, як правило, за невеликими столиками [22]
- Техніки засвоєних уроків (lessons learned, або retrospective): методики, щоб навчитися на тому, що сталося раніше, і що можна було б зробити краще наступного разу. [23]
- Наставництво: спосіб поділитися широким спектром знань від технічних цінностей до технічних і операційних навичок. За допомогою наставницьких програм також можна поділитися неявними нормами поведінки та культурними цінностями. [23]
- Чати (канали): неформальний обмін, використання платформ миттєвих повідомлень . Знання доступні переважно в сьогоденні або за допомогою пошуку. [24]
- Wiki: цифрові простори для збору та обміну знаннями з конкретних тем. Тоді як дискусійні групи та чати працюють за часом. Вікі є тематичними. Сторінки та теми Wiki пов’язані, щоб сформувати інтуїтивно зрозумілу мережу накопичених знань. Категорії також використовуються як засіб організації та представлення тем на вікі-сторінках. [25]
- Storytelling: неформальний спосіб обміну знаннями, коли власник знань ділиться реальними історіями з іншого життя. [26]
- Спільні бази знань (Confluence сторінки): Спільний організований вміст, що містить інформацію та знання. Можуть бути сформовані у вигляді веб-сайтів, інтранет-баз даних, файлових накопичувачів, комплексних моделей, заснованих на ймовірнісно-причинно-наслідкових зв'язках. [27] [28] або будь-яка інша форма, яка дозволяє отримати доступ до вмісту різним особам. [29]
- Карти експертів: організовані списки або мережа експертів і відповідний досвід. Забезпечує непрямий доступ до знань (через експерта). [30]

## Зв'язок із суміжними дисциплінами

### Системи інформаційних технологій
Системи інформаційних технологій (ІТ) є звичайними інструментами, які допомагають полегшити обмін знаннями та управління ними.  Основна роль ІТ-систем полягає в тому, щоб допомогти людям обмінюватися знаннями через спільні платформи та електронне сховище, щоб спростити доступ, заохочуючи економічне повторне використання знань. ІТ-системи можуть забезпечити кодифікацію, персоналізацію, електронні сховища інформації та можуть допомогти людям знайти один одного для прямого спілкування. Завдяки відповідній підготовці та освіті ІТ-системи можуть полегшити організаціям отримання, зберігання та поширення знань. 

### Економічна теорія
В економічній теорії обмін знаннями вивчався в галузі промислової організації та в галузі теорії контрактів. Що стосується промислової організації, Бхаттачарія, Глейзер і Саппінгтон (1992) підкреслили важливість обміну знаннями в дослідницьких спільних підприємствах в контексті недосконалої конкуренції.  У теорії неповних контрактів Розенкранц і Шмітц (1999, 2003) використовували підхід прав власності Гроссмана-Харт-Мура, щоб дослідити, як структура власності впливає на обмін знаннями.  

## Важливість для організацій
Знання передаються в організаціях незалежно від того, чи є цей процес керованим, оскільки повсякденна передача знань є ключовою частиною організаційного життя. Однак знайти найкращого експерта, який поділиться своїми знаннями з певного питання, може бути складно, особливо у великих організаціях. Тому для процвітання організації необхідна структурована стратегія передачі знань.  Великі компанії мають більшу тенденцію інвестувати більше в процеси управління знаннями, хоча конкурентні переваги отримуються незалежно від розміру організації. 
В організаційному контексті неявні знання стосуються свого роду знань, які люди розвивають завдяки досвіду, який вони набувають роками.  В даний час досвід і знання співробітників можна розглядати як найважливіше і найцінніше джерело, яке організації намагаються захищати.  Знання є цінним нематеріальним активом для створення та підтримки конкурентних переваг в організаціях.  Кілька факторів впливають на обмін знаннями в організаціях, наприклад, організаційна культура, довіра, стимули та технології.  В організації п’ять різних умов організаційної культури позитивно впливають на обмін знаннями: спілкування та координація між групами, довіра, підтримка вищого керівництва, система винагороди та відкритість.  Що стосується комунікації та координації між групами, централізовані організації з бюрократичним стилем управління можуть перешкоджати створенню нових знань, тоді як гнучка децентралізована організаційна структура заохочує обмін знаннями.  Крім того, інтернаціоналізація має вирішальне значення для відповідності або відповідності. Dalkir (2005) каже, що інтернаціоналізація означає віру в те, що «поведінка, продиктована нормою, справді є правильним і правильним способом поведінки».  Якщо нормою є спілкування та співпраця між командами, членам групи буде набагато легше засвоїти ці цінності та діяти відповідно.
Каталізатори обміну знаннями пов’язані як з людськими ресурсами, так і з програмним забезпеченням.  Діяльність з обміну знаннями зазвичай підтримується системами управління знаннями, формою інформаційної технології (ІТ), яка полегшує та організовує інформацію всередині компанії чи організації.  Обмін знаннями в системах управління знаннями може здійснюватися за допомогою методів управління, що стимулюють підзвітність. Поєднання оцінювання та винагороди як практики управління, що сприяє підзвітності, було представлено як ефективний спосіб посилення обміну знаннями. 

## Виклики
Обмін знаннями іноді може становити серйозну проблему в галузі управління знаннями.  Складність обміну знаннями полягає в передачі знань від одного учасника до іншого,   і, як показав Ван Хаутен, складається з різних ускладнюючих аспектів, таких як природа знань, соціальні та організаційні структури та окремі елементи, такі як розсуд і свобода волі.  Деякі співробітники та керівники команд, як правило, не хочуть ділитися своїми знаннями з (між)особистих питань,    наприклад, через уявлення про те, що знання є власністю; отже, право власності стає дуже важливим.  Керівники та керівники схильні накопичувати інформацію, щоб продемонструвати владу та перевагу над своїми співробітниками. 
Щоб протистояти цьому, люди повинні впевнитись, що вони отримають певний тип стимулу за те, що вони створюють.  Керівники та керівники відіграють у цьому ключову роль – вони повинні створити робочу культуру, яка заохочуватиме працівників ділитися своїми знаннями.  Однак Dalkir (2005) продемонстрував, що люди найчастіше винагороджуються за те, що вони знають, а не за те, чим діляться.  Негативні наслідки, такі як ізоляція та опір ідеям, виникають, коли перешкоджають обміну знаннями. 
Іноді проблема полягає в тому, що частина знань працівника може бути підсвідомою, і тому поділитися інформацією може бути важко.  Щоб сприяти обміну знаннями та усунути перешкоди для обміну знаннями, організаційна культура суб’єкта має заохочувати відкриття та інновації.  Члени, які довіряють один одному, готові обмінюватися знаннями та водночас хочуть отримати знання від інших учасників.  Національна культура також є одним із поширених бар’єрів для обміну знаннями, оскільки культура має величезний вплив на те, як люди схильні ділитися знаннями між собою.  У деяких культурах люди діляться всім, в інших культурах люди діляться, коли їх просять, а в деяких культурах люди не діляться, навіть якщо це допоможе досягти спільних цілей. 
Політолог Елен Хацфельд зазначає, що люди, які володіють знаннями, можуть неохоче ділитися цими знаннями, якщо вони не впевнені у власній компетентності, тому для полегшення обміну знаннями можуть бути створені структури, які підносять кожного до статусу потенційного експерта і роблять його внесок більш комфортним; одним із прикладів такої системи, якій Хацфельд приписує неоднозначний успіх у цьому відношенні, є Вікіпедія . 

Піньо та ін. (2012) зробили всебічний огляд літератури про бар'єри та фасилітатори управління знаннями.  Бар'єри розглядаються як перешкоди, що заважають отриманню, створенню, обміну та передачі знань в організаціях та між ними з індивідуальних, соціально-організаційних або технологічних причин. Відповідно, фасилітатори розглядаються як сприятливі фактори, які покращують, стимулюють або просувають потік знань. Згідно з Майєром та ін. (2002), розуміння процесу, що підтримує управління знаннями, дає змогу далі розглянути перешкоди та фактори, що сприяють цьому процесу.  
- Трансфер навчання
- Ринок знань
- Переклад знань

1. 1 2 3 4 5  Bukowitz, Wendi R.; Williams, Ruth L. (1999). The Knowledge Management Fieldbook. FT Press. ISBN 978-0273638827.
2. ↑  Serban, Andreea M.; Luan, Jing (2002). An Overview of Knowledge Management (PDF). University of Kentucky. Процитовано 17 квітня 2013.
3. ↑  Ipe, M. (2003), "Knowledge sharing on organizations: a conceptual framework", Human Resource
Development Review, Vol. 2 No. 4, p.341
4. 1 2 3  Dalkir, Kimiz (2005). Knowledge management in theory and practice. Cambridge, Massachusetts: MIT Press. ISBN 9780262036870.
5. ↑   Yao et al. (2021) Construction Safety Knowledge Sharing on Twitter: A Social Network Analysis, Safety Science, 143, 105411, https://www.researchgate.net/publication/353546913_Safety_knowledge_sharing_on_Twitter_A_social_network_analysis
6. 1 2  Miller, D.; Shamsie, J. (1996). The resource-based view of the firm in two environments: The Hollywood film studios from 1936 to 1965. Academy of Management Journal. 39 (5): 519—543. CiteSeerX 10.1.1.598.9250. doi:10.2307/256654. JSTOR 256654.
7. 1 2  Cabrera, A.; Cabrera, E. F. (2002). Knowledge-sharing Dilemmas. Organization Studies. 23 (5): 687—710. CiteSeerX 10.1.1.192.4368. doi:10.1177/0170840602235001.
8. ↑  Ciborra, C.U.; Patriota, G. (1998). Groupware and teamwork in R&D: limits to learning and innovation. R&D Management. 28 (1): 1—10.
9. 1 2  Snowden, D. (2002). Complex acts of knowing: paradox and descriptive self-awareness. Journal of Knowledge Management. 6 (2): 100—111. CiteSeerX 10.1.1.126.4537. doi:10.1108/13673270210424639.
10. ↑  Polanyi, M. (2003). Personal Knowledge: Towards a Post-Critical Philosophy. CRC Press. с. 428. ISBN 978-0-203-44215-9.
11. 1 2 3  Nonaka, I. (1994). A dynamic theory of organizational knowledge creation. Organization Science. 5 (1): 14—37. doi:10.1287/orsc.5.1.14. JSTOR 2635068. {{cite journal}}: |hdl-access= вимагає |hdl= (довідка)
12. ↑  Nonaka, I. (2009). Tacit Knowledge and Knowledge Conversion: Controversy and Advancement in Organizational Knowledge Creation Theory (PDF). Organization Science. 20 (3): 635—652. doi:10.1287/orsc.1080.0412. Архів оригіналу (PDF) за 22 листопада 2010.
13. 1 2  Argote, L.; Ingram, P. (2000). Knowledge Transfer: A Basis for Competitive Advantage in Firms. Organizational Behavior and Human Decision Processes. 82 (1): 150—169. doi:10.1006/obhd.2000.2893.
14. 1 2  Fan, Y. (1998). The Transfer of Western Management to China: Context, Content and Constraints. Management Learning. 29 (2): 201—221. CiteSeerX 10.1.1.427.1879. doi:10.1177/1350507698292005.
15. 1 2 3 4 5  Prusak, Lawrence; Davenport, Thomas H. (2000). Working Knowledge: How Organizations Manage What They Know, 2nd Edition. Cambridge, MA: Harvard Business School Press. ISBN 978-1-57851-301-7.
16. ↑  Curado, Carla; Vieira, Sílvia (2 вересня 2019). Trust, knowledge sharing and organizational commitment in SMEs. Personnel Review. 48 (6): 1449—1468. doi:10.1108/pr-03-2018-0094. ISSN 0048-3486.
17. ↑  Hislop, Donald (April 2003). Linking human resource management and knowledge management via commitment: A review and research agenda. Employee Relations (англ.). 25 (2): 182—202. doi:10.1108/01425450310456479. ISSN 0142-5455.
18. ↑  Serban, Andreea M.; Luan, Jing (2002). Corporate Strategy Model: Scenario Planning (PDF). University of Kentucky. Процитовано 17 квітня 2013.
19. ↑  Wenger, E. C., & Snyder, W. M. (2000). Communities of practice: The organizational frontier. Harvard business review, 78(1), 139–146.
20. ↑  Fischer, G. (2001, August). Communities of interest: Learning through the interaction of multiple knowledge systems. In Proceedings of the 24th IRIS Conference (Vol. 1, pp. 1–13). Department of Information Science, Bergen.
21. ↑  Kozlowski, S. W., & Bell, B. S. (2012). Work groups and teams in organizations. Handbook of Psychology, Second Edition, 12.
22. ↑  Gurteen, D. (2015). Knowledge cafe. Inside Knowledge, 13(3), 8–13.
23. 1 2  DeLong, David W. (16 вересня 2004). Lost Knowledge. Oxford University Press. doi:10.1093/acprof:oso/9780195170979.001.0001. ISBN 978-0-19-517097-9.
24. ↑  Stein, D. S., Wanstreet, C. E., Glazer, H. R., Engle, C. L., Harris, R. A., Johnston, S. M., ... & Trinko, L. A. (2007). Creating shared understanding through chats in a community of inquiry. The Internet and Higher Education, 10(2), 103–115.
25. ↑  Wagner, C. (2004). Wiki: A technology for conversational knowledge management and group collaboration. Communications of the association for information systems, 13(1), 19.
26. ↑  Kitimbo, Irene; Dalkir, Kimiz (2013). Learning from Project Experience: Creating, Capturing and Sharing Knowledge. Knowledge Management. 12 (4): 59—74. doi:10.18848/2327-7998/cgp/v12i04/50810. ISSN 2327-7998.
27. ↑  Cardenas, IC; Al-Jibouri, SHS; Halman, JIM; van Tol, FA (2014). Modeling Risk-Related Knowledge in Tunneling Projects. Risk Analysis. 34 (2): 323—339. doi:10.1111/risa.12094. PMID 23865765.
28. ↑  Cardenas, IC; Al-Jibouri, SHS; Halman, JIM; van de Linde, W; Kaalberg, F (2014). Using Prior Risk-Related Knowledge to Support Risk Management Decisions: Lessons Learnt from a Tunneling Project. Risk Analysis. 34 (8): 1923—1943. doi:10.1111/risa.12213. PMID 24842516.
29. ↑  Levesque, H. J., & Lakemeyer, G. (2001). The logic of knowledge bases. MIT Press.
30. ↑  Huang, Z., Chen, H., Guo, F., Xu, J. J., Wu, S., & Chen, W. H. (2004, January). Visualizing the expertise space. In 37th Annual Hawaii International Conference on System Sciences, 2004. Proceedings of the (pp. 9-pp). IEEE.
31. 1 2 3 4  Gurteen, David (February 1999). Creating a knowledge sharing culture. Knowledge Management Magazine. 2 (5).
32. ↑  Bhattacharya, Sudipto; Glazer, Jacob; Sappington, David E.M (1992). Licensing and the sharing of knowledge in research joint ventures (PDF). Journal of Economic Theory. 56 (1): 43—69. doi:10.1016/0022-0531(92)90068-s. ISSN 0022-0531.
33. ↑  Rosenkranz, Stephanie; Schmitz, Patrick W. (1999). Know-how disclosure and incomplete contracts. Economics Letters. 63 (2): 181—185. CiteSeerX 10.1.1.587.5766. doi:10.1016/s0165-1765(99)00038-5. ISSN 0165-1765.
34. ↑  Rosenkranz, Stephanie; Schmitz, Patrick W. (2003). Optimal allocation of ownership rights in dynamic R&D alliances. Games and Economic Behavior. 43 (1): 153—173. doi:10.1016/s0899-8256(02)00553-5. ISSN 0899-8256.
35. ↑  Soniewicki, Marcin; Paliszkiewicz, Joanna (2019). The Importance of Knowledge Management Processes for the Creation of Competitive Advantage by Companies of Varying Size, Entrepreneurial Business and Economics review. Entrepreneurial Business and Economics Review. 7. doi:10.15678/EBER.2019.070303.
36. ↑  Ribeiro, Rodrigo (22 січня 2012). Tacit knowledge management. Phenomenology and the Cognitive Sciences. 12 (2): 337—366. doi:10.1007/s11097-011-9251-x.
37. ↑  Urbancová, Hana; Urbanec, Jiří (January 2011). The survey of tacit knowledge sharing in organization (PDF). с. 220—230. Процитовано 14 листопада 2019.
38. ↑  Titi Amayah, Angela (2013). Determinants of knowledge sharing in a public sector organization. Journal of Knowledge Management. 17 (3): 454—471. doi:10.1108/JKM-11-2012-0369. ProQuest 1365807770.
39. ↑  Donnelly, Rory (2019). Aligning knowledge sharing interventions with the promotion of firm success: The need for SHRM to balance tensions and challenges. Journal of Business Research. 94: 344-352. doi:10.1016/j.jbusres.2018.02.007.
40. ↑  Wang, Sheng; Noe, Raymond, A.; Wang, Zhong-Ming (May 2014). Motivating Knowledge Sharing in Knowledge Management Systems: A Quasi–Field Experiment. Journal of Management. 40 (4): 978-1009. doi:10.1177/0149206311412192.
41. ↑  van Houten, Maarten Matheus (1 серпня 2023). Professional tacit knowledge sharing in practice. Agency, boundaries, and commitment. Journal of Workplace Learning (англ.). 35 (9): 197—217. doi:10.1108/JWL-02-2023-0025. ISSN 1366-5626.
42. 1 2 3 4  ROSEN, BENSON; FURST, STACIE; BLACKBURN, RICHARD (January 2007). Overcoming Barriers to Knowledge Sharing in Virtual Teams. Organizational Dynamics. 36 (3): 259—273. doi:10.1016/j.orgdyn.2007.04.007. ISSN 0090-2616.
43. ↑  van Houten, Maarten M. (15 грудня 2022). Interpersonal issues in knowledge sharing: the impact of professional discretion in knowledge sharing and learning communities. Teacher Development (англ.). 27: 116—132. doi:10.1080/13664530.2022.2156590. ISSN 1366-4530.
44. 1 2 3 4  Dalkir, K. (2005). Knowledge Management In Theory And Practice. Oxford: Elsevier Inc: Jordan Hill. с. 132—133.
45. ↑  Holste, J. Scott; Fields, Dail (23 лютого 2010). Trust and tacit knowledge sharing and use. Journal of Knowledge Management. 14 (1): 128—140. doi:10.1108/13673271011015615. ISSN 1367-3270.
46. ↑  Reboul, Cyril (2006). Managing Knowledge Workers: The KWP Matrix. Proceedings of the 6th International Conference MOMAN 06: 261—275.
47. ↑  Levin, D.Z. & Cross, R. (2004). The Strength of Weak Ties You Can Trust: The Mediating Role of Trust in Effective Knowledge Transfer. Management Science, Vol. 50, No. 11.
48. ↑  Hatzfeld, Hélène (2013). Partager les savoirs: quelle légitimité ?. Le sujet dans la cité (фр.). 2 (4): 45—55. doi:10.3917/lsdlc.004.0045.
49. ↑  Pinho, Isabel (November 2011). Improving knowledge management processes: a hybrid positive approach. Journal of Knowledge Management. 16 (2): 215—242. doi:10.1108/13673271211218834.
50. ↑  Maier, Ronald (2002). Defining process-oriented knowledge management strategies. Knowledge and Process Management. 9 (2): 103—118. doi:10.1002/kpm.136.